# محمدرضا گلزار
محمدرضا گلزار (زادهٔ ۱ فروردین ۱۳۵۶) بازیگر، مجری و خوانندهٔ ایرانی است. او در سال ۱۳۸۵ دریافت‌کننده بیشترین دستمزد در بین بازیگران ایرانی بود و از آن زمان یکی از گران‌ترین بازیگران ایران شد.
گلزار فعالیت خود را در سال ۱۳۷۷ به‌عنوان نوازنده گیتار در گروه موسیقی آریان آغاز کرد. او مدتی بعد فعالیت در زمینهٔ بازیگری را برای اولین بار در فیلم سام و نرگس (۱۳۷۹) ساختهٔ ایرج قادری تجربه کرد. گلزار در چند فیلم پرفروش ایرانی از جمله سلام بمبئی (۱۳۹۴)، آینه بغل (۱۳۹۶)، رحمان ۱۴۰۰ (۱۳۹۷) و ما همه با هم هستیم (۱۳۹۸) حضور داشته است. او غیر از فعالیت سینمایی در چند پروژهٔ نمایش خانگی ازجمله عاشقانه (۱۳۹۵–۱۳۹۶)، ساخت ایران ۲ (۱۳۹۷) و گیسو (۱۳۹۹–۱۴۰۰) ایفای نقش کرده است.

## زندگی
محمدرضا گلزار در ۱ فروردین ۱۳۵۶ در تهران متولد شد. اصلیت او آذربایجانی است. او به عنوان بازیکن والیبال در پست لیبرو در تیم‌های استان تهران، پارس خودرو، شیشه و گاز و دیهیم حضور داشته است. وی در لیگ برتر والیبال ۱۳۸۷ به عنوان مربی بدنساز تیم ارتعاشات صنعتی فعالیت می‌کرد. تا آخر دبیرستان فعالیت هنری نداشت. پدرش با گیتار زدن مخالف بود، تنها گاهی با ارگ کار می‌کرد. تا سال سوم دبیرستان در رشته ریاضی تحصیل کرد. در سوم دبیرستان در کنکور دانشگاه آزاد در رشته مهندسی مکانیک در واحد تهران جنوب قبول شد و رزرو کرد. در سال آخر به رشتهٔ تجربی رفت و به قصد رشته دندان‌پزشکی کنکور داد ولی قبول نشد و به همان رشتهٔ مکانیک رفت. او فارغ‌التحصیل رشته مهندسی مکانیک از دانشگاه آزاد اسلامی است. گلزار فعالیت موسیقی خود را از سال ۱۳۷۷ به‌عنوان گیتارنواز با گروه آریان آغاز کرد. او در گروه آریان گیتار، ارگ و پرکاشن نواخته است.

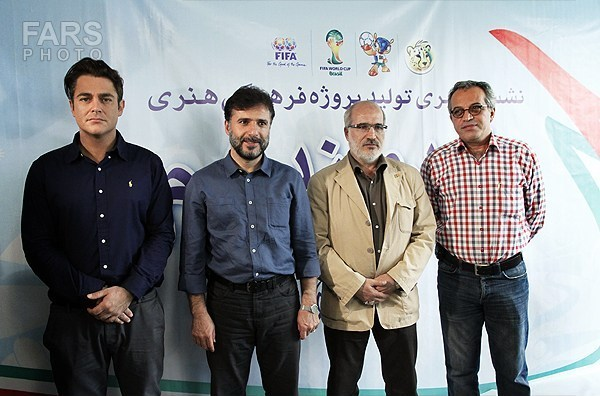
از راست به چپ: محمدحسین لطیفی، عزیزالله محمدی، سید جواد هاشمی و گلزار در در نشست خبری مجموعه سینمایی یار دوازدهم؛ فروردین ۱۳۹۳

گلزار همچنین در زمینه موسیقی گروه موسیقی دارکوب را با همایون نصیری و دیگران راه‌اندازی کرد. سپس گروه ریزار (rezzar؛ مخفف رضا گلزار) را ثبت کرد که فعال است. بازی گلزار در فیلم‌هایی از مسعود کیمیایی و بهرام بیضایی و داریوش مهرجویی با وجود دعوت شدن هر بار به دلایل گوناگونی مقدور نشد.
گلزار در خرداد ۱۴۰۲، با آیسان آقاخانی، فعال حوزهٔ مدلینگ، ازدواج کرد.

## فیلم‌شناسی
| سال  | نام فیلم               | کارگردان                       | نقش              | توضیحات |
| ---- | ---------------------- | ------------------------------ | ---------------- | --- |
| ۱۳۹۸ | ما همه با هم هستیم     | کمال تبریزی                    | محمدرضا گلزار    | |
| ۱۳۹۷ | رحمان ۱۴۰۰             | منوچهر هادی                    | اشکان جالوسی     | اکران این فیلم پس از سه هفته به دلیل پخش نسخهٔ اصلاح نشده، متوقف شد.                                              |
| ۱۳۹۶ | آینه بغل               | منوچهر هادی                    | شاهرخ            | |
| ۱۳۹۵ | سلام بمبئی             | قربان محمدپور                  | علی              | اولین همکاری مشترک سینمای ایران و بالیوود - اوّلین فیلم به نمایش درآمدهٔ محمدرضا گلزار پس از ۴ سال                 |
| ۱۳۹۴ | خشکسالی و دروغ         | پدرام علیزاده                  | آرش              | - |
| ۱۳۹۳ | مادر قلب‌اتمی           | علی احمدزاده                   | طوفان            | - |
| ۱۳۹۳ | دلم می‌خواد             | بهمن فرمان‌آرا                  | نیما فرزانه      | این فیلم محصول سال ۱۳۹۲ است که نهایتاً پس از پنج سال مجوز گرفت. همچنین نام کامل این فیلم، «دلم می‌خواد برقصم» است. |
| ۱۳۹۰ | بانویی از ماه          | الهام قره‌خانی امیرمهرتاش مهدوی | دکتر حمید درخشان | انیمیشن رئال |
| ۱۳۹۰ | تو و من                | محمد بانکی                     | علی              | دومین همکاری برادران بانکی و محمدرضا گلزار                                                                       |
| ۱۳۸۹ | در امتداد شهر          | علی عطشانی                     | محمدرضا گلزار    | سومین نقش‌آفرینی محمدرضا گلزار در نقش خودش - تغییر نام یافته از شش نفر زیر باران                                  |
| ۱۳۸۹ | شیش و بش               | بهمن گودرزی                    | سامی             | تغییر نام یافته از ساندویچ سرد                                                                                   |
| ۱۳۸۹ | دموکراسی تو روز روشن   | علی عطشانی                     | فرشتهٔ مرگ        | - |
| ۱۳۸۷ | دو خواهر               | محمد بانکی                     | امیر و افشین     | اقتباسی از فیلم خارجی دوتا زیاده با بازی آنتونیو باندراس.                                                        |
| ۱۳۸۷ | مثل آن شب              | شهرام میرآب اقدم               | سیاوش            | - |
| ۱۳۸۶ | مجنون لیلی             | قاسم جعفری                     | فرهاد            | - |
| ۱۳۸۶ | توفیق اجباری           | محمدحسین لطیفی                 | محمدرضا گلزار    | - |
| ۱۳۸۶ | کلاغ پر                | شهرام شاه‌حسینی                 | رضا              | - |
| ۱۳۸۴ | تله                    | سیروس الوند                    | فرشاد            | - |
| ۱۳۸۴ | آتش‌بس                  | تهمینه میلانی                  | یوسف             | - |
| ۱۳۸۴ | شام عروسی              | ابراهیم وحیدزاده               | محمدرضا گلزار    | حضور افتخاری |
| ۱۳۸۳ | گل یخ                  | کیومرث پوراحمد                 | عباس             | بازسازی فیلم قدیمی ایرانی سلطان قلب‌ها                                                                            |
| ۱۳۸۲ | بوتیک                  | حمید نعمت‌الله                  | جهانگیر          | - |
| ۱۳۸۱ | سیزده گربه روی شیروانی | علی عبدالعلی‌زاده               | رامو             | - |
| ۱۳۸۲ | کما                    | آرش معیریان                    | امیر             | - |
| ۱۳۸۱ | چشمان سیاه             | ایرج قادری                     | سورنا            | - |
| ۱۳۸۱ | زهر عسل                | ابراهیم شیبانی                 | سینا             | - |
| ۱۳۸۰ | بالای شهر پایین شهر    | اکبر خامین                     | داوود            | - |
| ۱۳۸۰ | زمانه                  | حمیدرضا صلاحمند                | سعید             | - |
| ۱۳۸۰ | شام آخر                | فریدون جیرانی                  | مانی             | - |
| ۱۳۷۹ | سام و نرگس             | ایرج قادری                     | سام              | - |

## مجموعه نمایش‌خانگی
| مجموعه‌های نمایش‌خانگی محمدرضا گلزار | مجموعه‌های نمایش‌خانگی محمدرضا گلزار | مجموعه‌های نمایش‌خانگی محمدرضا گلزار | مجموعه‌های نمایش‌خانگی محمدرضا گلزار | مجموعه‌های نمایش‌خانگی محمدرضا گلزار | مجموعه‌های نمایش‌خانگی محمدرضا گلزار | مجموعه‌های نمایش‌خانگی محمدرضا گلزار | مجموعه‌های نمایش‌خانگی محمدرضا گلزار | مجموعه‌های نمایش‌خانگی محمدرضا گلزار                                                                           |
| سال                                | نام سریال                          | سمت                                | نام کارگردان                       | تعداد قسمت‌ها                       | تاریخ پخش مجموعه اول               | تاریخ پخش مجموعه آخر               | نام نقش                            | توضیحات |
| ۱۳۹۹                               | گیسو                               | بازیگر                             | منوچهر هادی                        | ۲۲ قسمت                            | ۱۳ اسفند ۱۳۹۹                      | ۶ مرداد ۱۴۰۰                       | سهیل بقایی                         | مجموعهٔ ویدئویی شبکهٔ نمایش خانگی که در ۲۲ قسمت تولید و توزیع شده است.                                         |
| ۱۳۹۷                               | ساخت ایران ۲                       | بازیگر خواننده                     | برزو نیک‌نژاد                       | ۲۲ قسمت                            | ۵ اردیبهشت ۱۳۹۷                    | ۲ آبان ۱۳۹۷                        | جمشید (جیمی)                       | مجموعهٔ ویدئویی شبکهٔ نمایش خانگی که در ۲۲ قسمت تولید و توزیع شده است.                                         |
| ۱۳۹۵                               | عاشقانه                            | بازیگر                             | منوچهر هادی                        | ۱۷ قسمت                            | ۲۵ بهمن ۱۳۹۵                       | ۱۳۹۶                               | سهیل بقایی                         | مجموعهٔ ویدئویی شبکهٔ نمایش خانگی که در ۱۷ قسمت تولید و توزیع شده است.                                         |
| ۱۳۹۳                               | عشق تعطیل نیست                     | بازیگر                             | بیژن بیرنگ                         | ۲۶ قسمت                            | ۶ بهمن ۱۳۹۳                        | ۹ اردیبهشت ۱۳۹۴                    | رها                                | مجموعهٔ ویدئویی شبکهٔ نمایش خانگی که قرار بود در ۱۳ بستهٔ دو قسمتی تولید شود اما ساخت آن پس از ۵ قسمت متوقف شد. |
| ۱۳۹۰                               | ساخت ایران                         | بازیگر                             | محمدحسین لطیفی                     | ۱۸ قسمت                            | ۱۶ اسفند ۱۳۹۰                      | ۴ شهریور ۱۳۹۱                      | جمشید (جیمی هنریکس)                | مجموعهٔ ویدئویی شبکهٔ نمایش خانگی که در ۱۰ بستهٔ دو قسمتی تولید شده، بستهٔ آخر شامل سکانس پایانی و پشت صحنه است. |
| ---------------------------------- | ---------------------------------- | ---------------------------------- | ---------------------------------- | ---------------------------------- | ---------------------------------- | ---------------------------------- | ---------------------------------- | --- |

## ترانه‌شناسی
| ترانه‌شناسی محمدرضا گلزار | ترانه‌شناسی محمدرضا گلزار | ترانه‌شناسی محمدرضا گلزار | ترانه‌شناسی محمدرضا گلزار   | ترانه‌شناسی محمدرضا گلزار | ترانه‌شناسی محمدرضا گلزار | ترانه‌شناسی محمدرضا گلزار | ترانه‌شناسی محمدرضا گلزار                                                                    |
| سال                      | نام ترانه                | آهنگساز                  | ترانه‌سرا                   | تنظیم‌کننده               | میکس و مسترینگ           | تاریخ انتشار             | توضیحات                                                                                     |
| ۱۴۰۴                     | عوض شدی                  | آصف آریا                 | آصف آریا                   | معین حبیبی               | محمد فلاحی               | ۲۳ اردیبهشت              |                                                                                             |
| ۱۴۰۳                     | شبیه همه                 | مهداد همایون‌پور          | مهداد همایون‌پور            | مهداد همایون‌پور          | میلاد اکبری              | ۲۳ بهمن                  |                                                                                             |
| ۱۴۰۳                     | نشد آخرم                 | مهداد همایون‌پور          | مهداد همایون‌پور            | سهیل شمس                 |                          | ۱۷ آذر                   |                                                                                             |
| ۱۴۰۳                     | بیچاره من                | مهداد همایون‌پور          | مهداد همایون‌پور            | زیمنس                    | زیمنس                    | ۱۵ آبان                  |                                                                                             |
| ۱۴۰۳                     | خراب کردی                | مهراد جم                 | مهراد جم                   | مهراد جم                 |                          | ۱۳ مهر                   |                                                                                             |
| ۱۴۰۰                     | جونم                     | میلاد بابائی             | علی ایلیا                  | محمدرضا رهنما            | میلاد فرهودی             | ۹ تیر                    |                                                                                             |
| ۱۳۹۹                     | میشه برگردی              | آرشا رادین               | سپیده سوری                 | احسان عبداللهی           | احسان عبداللهی           | ۹ اسفند                  |                                                                                             |
| ۱۳۹۹                     | به دادم برس              | راوی                     | راوی                       | امیرمیلاد نیکزاد         |                          | بهمن ۱۳۹۹                | این قطعه، آهنگ تیتراژ سریال گیسو است.                                                       |
| ۱۳۹۸                     | ساحل                     | کیارش                    | کیارش                      | پازل بند                 | پازل بند                 | اسفند ۹۸                 |                                                                                             |
| ۱۳۹۸                     | بازی دادی                | آرن                      | آرن                        | برانوش                   |                          | ۱۳۹۸                     |                                                                                             |
| ۱۳۹۷                     | عشق قدیمی                | محمد عابدینی             | محسن حق‌نظری                | سعید زمانی               |                          | ۱۳۹۷                     |                                                                                             |
| ۱۳۹۷                     | بارون                    | محمد عابدینی             | محسن حق‌نظری                | حسین غمگین               |                          | ۱۵ مهر                   |                                                                                             |
| ۱۳۹۷                     | کجا برم                  | حامد برادران             | حامد برادران، سعید میرزایی | حامد برادران             |                          | ۱۳۹۷                     | این قطعه به صورت مشترک با سینا سرلک و برای تیتراژ پایانی سریال ساخت ایران ۲ خوانده شده است. |
| ۱۳۹۷                     | حیف                      | علی یاسینی               | علی یاسینی                 | فربد فروغی               |                          |                          |                                                                                             |
| ۱۳۹۶                     | چیزی نگو                 | محمد عابدینی             | محسن حق‌نظری                | حامد برادران             |                          |                          |                                                                                             |
| ۱۳۹۶                     | بهم خیلی بد کردی         | علی یاسینی               | علی یاسینی                 | نادر کوهستانی            | حامد برادران             |                          |                                                                                             |
| ۱۳۹۶                     | همه رفتن                 | اردلان هوشمند            | اردلان هوشمند              | مسعود جهانی              | مسعود جهانی              |                          |                                                                                             |
| ۱۳۹۶                     | منو اصلاً ندید            | علی یاسینی               | علی یاسینی                 | حامد برادران             | حامد برادران             | ۱۵ تیر ۱۳۹۶              |                                                                                             |
| ۱۳۹۶                     | تو که نیستی              | حامد برادران             | کسری بختیاریان             | حامد برادران             | حامد برادران             |                          |                                                                                             |
| ۱۳۹۶                     | عاشق نبودی               | سـَـها                    | فرجام خیراللهی             | فربد فروغی               | فربد فروغی               |                          |                                                                                             |
| ۱۳۹۵                     | از تو چه پنهون           | میلاد باران              | امین بامشاد                | حامد برادران             | حامد برادران             |                          |                                                                                             |
| ۱۳۹۵                     | چطوری دیوونه             | آرش ای‌پی                 | آرش ای‌پی                   | مسعود جهانی              | مسعود جهانی              |                          |                                                                                             |
| ۱۳۹۵                     | چی شد                    | حامد برادران             | عاطفه حبیبی                | حامد برادران             | حامد برادران             |                          |                                                                                             |
| ۱۳۹۵                     | لعنتی                    | حامد برادران             | عاطفه حبیبی                | حامد برادران             | حامد برادران             |                          |                                                                                             |
| ۱۳۹۵                     | بگو آره                  | حامد برادران             | عاطفه حبیبی                | حامد برادران             | حامد برادران             |                          |                                                                                             |
| ۱۳۹۵                     | نگو نه                   | حامد برادران             | عاطفه حبیبی                | حامد برادران             | حامد برادران             | ۱۰ مرداد ۱۳۹۵            | -                                                                                           |
| ۱۳۹۵                     | بهت عادت کردم            | حامد برادران             | عاطفه حبیبی                | حامد برادران             | حامد برادران             | ۱۶ تیر ۱۳۹۵              | این قطعه به صورت مشترک با حامد برادران خوانده شده است.                                      |
| ۱۳۹۵                     | دلم شکست                 | اردلان هوشمند            | اردلان هوشمند              | حامد برادران             | حامد برادران             | ۲۸ خرداد ۱۳۹۵            | -                                                                                           |
| ۱۳۹۴                     | جات خالیه                | ناصر زینعلی              | پوریا متابعان              | فربد فروغی               | فربد فروغی               | ۱۱ آبان ۱۳۹۴             | -                                                                                           |
| ۱۳۹۴                     | چه خوبه دنیامون          | ناصر زینعلی              | علی آریا                   | امیر عرشیا               | محمد فلاحی               | ۲۶ شهریور ۱۳۹۴           | -                                                                                           |
| ۱۳۹۳                     | من دلم تنگ میشه          | ناصر زینعلی              | پوریا متابعان              | حسین سالاری مقدم         | -                        | ۲۹ آبان ۱۳۹۳             | این آهنگ به مرتضی پاشایی تقدیم شده است.                                                     |
| ۱۳۹۲                     | روز برفی                 | مرتضی پاشایی             | مهرزاد امیرخانی            | سعید زمانی               | -                        | ۲۴ اسفند ۱۳۹۲            | این قطعه به صورت مشترک با مرتضی پاشایی خوانده شده است.                                      |
| ۱۳۹۲                     | باور کن دنیامی           | ناصر زینعلی              | علی آریا                   | فربد فروغی               | احمد صانقه               | ۲۴ بهمن ۱۳۹۲             | -                                                                                           |
| ۱۳۹۲                     | کارو به اینجا رسوندی     | ناصر زینعلی              | پوریا متابعان              | فربد فروغی               | -                        | ۵ بهمن ۱۳۹۲              | -                                                                                           |
| ------------------------ | ------------------------ | ------------------------ | -------------------------- | ------------------------ | ------------------------ | ------------------------ | ------------------------------------------------------------------------------------------- |

## مجری‌گری
| مجری‌گری محمدرضا گلزار | مجری‌گری محمدرضا گلزار | مجری‌گری محمدرضا گلزار | مجری‌گری محمدرضا گلزار      | مجری‌گری محمدرضا گلزار | مجری‌گری محمدرضا گلزار                                                                 |
| سال                   | نام                   | نوع                   | تهیه‌کننده                  | شبکهٔ پخش‌کننده         | توضیحات                                                                               |
| ۱۴۰۲-اکنون            | پانتولیگ              | مسابقه                | جواد فرحانی                | سه                    | دومین اجرای گلزار در تلویزیون                                                         |
| ۱۴۰۰                  | هفت خان               | مسابقه                | مهدی منیری                 | وبگاه نماوا           | این مسابقه توسط نماوا، سرمایه‌گذاری شده است                                            |
| ۱۳۹۷                  | برنده باش             | مسابقه                | حمید رحیمی نادی هاشم رضایت | سه                    | نخستین حضور محمدرضا گلزار در تلویزیون ایران به عنوان مجری - تغییر نام از «میلیونر شو» |
| --------------------- | --------------------- | --------------------- | -------------------------- | --------------------- | ------------------------------------------------------------------------------------- |